# 劍橋 (紐約州村)
劍橋（英語：Cambridge）是位於美國紐約州華盛頓縣的村。

## 人口
根據2020年美國人口普查的數據，劍橋的面積為4.47平方千米，皆為陸地。當地共有人口1788人，而人口密度為每平方千米400人。